# Thord Evers
Thord Richard Evers, född den 12 juli 1879 i Otterstads församling, Skaraborgs län, död den 13 augusti 1965 i Solna församling, var en svensk militär.
Evers blev underlöjtnant vid Bohusläns regemente 1900, löjtnant där 1904, kapten vid generalstaben 1915, vid regementet 1919 och åter vid generalstaben 1920. Han var adjutant hos chefen för lantförsvarsdepartementet 1916–1918 och stabschef vid VI. arméfördelningen 1921–1926. Evers blev major vid generalstaben 1921, överstelöjtnant där 1926 och vid Livregementets grenadjärer samma år. Han var överste och chef för Västernorrlands regemente 1930–1935 och för Värmlands regemente 1935–1939. Evers var militär ledamot av Krigshovrätten 1943–1949. Han blev riddare av Svärdsorden 1921, kommendör av andra klassen av samma orden 1933 och kommendör av första klassen 1936. Evers vilar på Solna kyrkogård.